# Лалиновац
Лалиновац је насеље у Србији у општини Лебане у Јабланичком округу. Према попису из 2022. било је 89 становника.

## Демографија
У насељу Лалиновац живи 213 пунолетних становника, а просечна старост становништва износи 47,0 година (45,4 код мушкараца и 48,6 код жена). У насељу има 91 домаћинство, а просечан број чланова по домаћинству је 2,75.
Ово насеље је великим делом насељено Србима (према попису из 2002. године), а у последња три пописа, примећен је пад у броју становника.
|  |

| Демографија | Демографија | Демографија |
| Година      | Становника  | Становника  |
| ----------- | ----------- | ----------- |
| 1948.       | 605         |             |
| 1953.       | 684         |             |
| 1961.       | 635         |             |
| 1971.       | 543         |             |
| 1981.       | 410         |             |
| 1991.       | 359         | 357         |
| 2002.       | 250         | 250         |
| 2011.       | 154         |             |
| 2022.       | 89          |             |

| Етнички састав према попису из 2002.‍ | Етнички састав према попису из 2002.‍ | Етнички састав према попису из 2002.‍ | Етнички састав према попису из 2002.‍ | Етнички састав према попису из 2002.‍ |
| ------------------------------------ | ------------------------------------ | ------------------------------------ | ------------------------------------ | ------------------------------------ |
|                                      |                                      |                                      |                                      |                                      |
| Срби                                 | Срби                                 |                                      | 249                                  | 99,6%                                |
| Руси                                 | Руси                                 |                                      | 1                                    | 0,4%                                 |

| Година пописа     | 1948. | 1953. | 1961. | 1971. | 1981. | 1991. | 2002. |
| ----------------- | ----- | ----- | ----- | ----- | ----- | ----- | ----- |
| Број домаћинстава | 97    | 104   | 115   | 121   | 120   | 110   | 91    |

| Број чланова      | 1  | 2  | 3  | 4 | 5  | 6 | 7 | 8 | 9 | 10 и више | Просек |
| ----------------- | -- | -- | -- | - | -- | - | - | - | - | --------- | ------ |
| Број домаћинстава | 20 | 35 | 12 | 5 | 11 | 7 | 1 | 0 | 0 | 0         | 2,75   |

| Пол    | Укупно | Неожењен/Неудата | Ожењен/Удата | Удовац/Удовица | Разведен/Разведена | Непознато |
| ------ | ------ | ---------------- | ------------ | -------------- | ------------------ | --------- |
| Мушки  | 113    | 24               | 72           | 14             | 3                  | 0         |
| Женски | 109    | 11               | 72           | 25             | 1                  | 0         |
| УКУПНО | 222    | 35               | 144          | 39             | 4                  | 0         |

| Пол    | Укупно                    | Пољопривреда, лов и шумарство | Рибарство                            | Вађење руде и камена | Прерађивачка индустрија       |
| ------ | ------------------------- | ----------------------------- | ------------------------------------ | -------------------- | ----------------------------- |
| Мушки  | 69                        | 61                            | 0                                    | 0                    | 2                             |
| Женски | 68                        | 64                            | 0                                    | 0                    | 4                             |
| УКУПНО | 137                       | 125                           | 0                                    | 0                    | 6                             |
| Пол    | Производња и снабдевање   | Грађевинарство                | Трговина                             | Хотели и ресторани   | Саобраћај, складиштење и везе |
| Мушки  | 0                         | 3                             | 2                                    | 0                    | 0                             |
| Женски | 0                         | 0                             | 0                                    | 0                    | 0                             |
| УКУПНО | 0                         | 3                             | 2                                    | 0                    | 0                             |
| Пол    | Финансијско посредовање   | Некретнине                    | Државна управа и одбрана             | Образовање           | Здравствени и социјални рад   |
| Мушки  | 0                         | 0                             | 0                                    | 0                    | 0                             |
| Женски | 0                         | 0                             | 0                                    | 0                    | 0                             |
| УКУПНО | 0                         | 0                             | 0                                    | 0                    | 0                             |
| Пол    | Остале услужне активности | Приватна домаћинства          | Екстериторијалне организације и тела | Непознато            | Непознато                     |
| Мушки  | 0                         | 0                             | 0                                    | 1                    | 1                             |
| Женски | 0                         | 0                             | 0                                    | 0                    | 0                             |
| УКУПНО | 0                         | 0                             | 0                                    | 1                    | 1                             |